# بن عزوز (ولاية سكيكدة)
بن عزوز بلدية تقع في الجانب الشرقي لولاية سكيكدة التي تتبعها إداريا وهي مقر الدائرة الذي يسمى باسمها هذا الاسم الذي يعود لعميرات براهيم بن عزوز والذي توفي سنة 1958 .
```
في القديم كانت تسمى دوار الشركة والتي تعني باللغة العربية الفخ نظرا لكونها ولا تزال محصورة بين أربعة جسور مما جعل القوات الفرنسية إبان الإستعمار تتخذ هذه المنطقة كحصن منيع من المجاهدين المنتشرين حولها وخاصة في غابة المسوسة المتواجدة في منطقة صنهاجةالمصنفة كمنطقة رطبة.
```

تعتبر بلدية بن عزوز المكان الأكثر تنوعا جغرافيا في منطقة الشرق الجزائري عامة إذ انها تحوي في ربوعها بين تناقض الطبيعة والاتربة.